# Blanche Ravalec
Blanche Ravalec (* 1954) ist eine französische Schauspielerin.

## Leben
Sie stieg 1978 mit Das Strandhotel ins Filmgeschäft ein. Zuvor hatte sie als Stewardess gearbeitet. Ihr bekanntester Auftritt war der als Dolly, die comichaft angelegte Freundin von Beißer, im James-Bond-Film Moonraker aus dem Jahr 1979. Außer in Kinofilmen trat sie auch in diversen Fernseh-Produktionen auf.
Ihre Spezialität ist die Synchronisation von Filmen und Serien. Sie ist unter anderem die französische Synchronstimme für Helen Baxendale aus der TV-Serie Friends sowie Marcia Cross in Desperate Housewives.

## Filmografie (Auswahl)
- 1978: Das Strandhotel (L’hôtel de la plage)
- 1978: Trocadéro bleu citron
- 1978: Der Sanfte mit den schnellen Beinen (La carapate)
- 1978: Eine einfache Geschichte (Une histoire simple)
- 1979: Moonraker – Streng geheim (Moonraker)
- 1982: Der Superboß (Le grand pardon)
- 1982: Sehnsucht nach dem rosaroten Chaos  (Salut … j’arrive!)
- 1984: Diebe der Nacht (Les voleurs de la nuit)
- 1984: Das Blut der Anderen (Le sang des autres)
- 1985: Her mit den Jungs (À nous les garçons)
- 1986: Ein Tag in Paris (Suivez mon regard)
- 1986: Kamikaze – TV-Tod live (Kamikaze)
- 1987: Scheidung auf französisch (Club de rencontres)
- 1992: L’homme de ma vie
- 1994: Quand j’avais 5 ans je m’ai tué
- 1995: Une femme dans les bras, un cadavre sur le dos
- 1999: Une femme d’honneur (Fernsehserie, 1 Folge)
- 2000: Spuren von Blut (Scènes de crimes)
- 2002, 2003: Nestor Burmas Abenteuer in Paris (Nestor Burma; Fernsehserie, 2 Folgen)
- 2005: Kommissar Navarro (Navarro; Fernsehserie, 1 Folge)